# Catedral de San Antonio de Padua (Masbate)
La Catedral de San Antonio de Padua de Masbate es una iglesia católica ubicada en la calle Quezón, en la ciudad de Masbate, en Filipinas. Es la catedral o la sede de la Diócesis de Masbate. Pertenece a la Vicaría de San Antonio de Padua, que incluye también la Parroquia Corazón de Jesús en Malinta, en la Ciudad Masbate y la parroquia San Nicolás de Tolentino en Mobo. Fue fundada en 1578 por misioneros españoles. El actual rector de la catedral es Reverendísimo Monseñor Ismael B. Misolas.